# Batalha de Givenchy
A Batalha de Givenchy (18 a 22 de dezembro de 1914) foi travada durante Primeira Guerra Mundial, como parte da Primeira Batalha de Champagne, ao redor do vilarejo de Givenchy.